# 三菱ふそう・6M系エンジン
三菱ふそう・6M系エンジン（みつびしふそう・ロクエムけいエンジン）は、三菱自動車工業（2003年1月から三菱ふそうトラック・バス）が生産している直列6気筒SOHCの水冷4ストローク機関ディーゼルエンジンである。

## シリーズ概要
従来、三菱ふそうトラック・バス（分社化前の三菱自動車工業を含む。以下「同社」という。）の中型バス「エアロミディ」および中型トラック「ファイター」には、直列6気筒の6D1系エンジンが、大型バス「エアロスター」及び大型トラック「スーパーグレート」には、直列6気筒の6D2系エンジンが採用されてきた。
しかし、中型車は平成10年排ガス規制（KK-）、大型車は平成11年規制（KL-）への対応に際し、軽量4弁OHCカムを搭載した新型エンジンが開発された。それが6M系エンジンである。中型車用には6M6系が、大型車用には6M7系が開発・搭載された。
その後、更に改良が重ねられ、平成15年規制（KR-）、平成16年規制（KS-）、平成17年規制・低排出ガス重量車（NOx･PM10%低減）（BDG-）、平成17年規制・低排出ガス重量車（PM10%低減）（PDG-）、平成17年規制・低排出ガス重量車（NOx･PM10%低減）及び平成27年度重量車燃費基準達成（PKG-）、平成21年規制及び平成27年度重量車燃費基準（LKG-）、平成22年規制（SDG-）への対応が図られている。

## ラインアップ
| 型式 | 型式 | 排気量(cc) | 出力((kW/[PS])・回転数(rpm))                               | 最大トルク((N・m/[kgf・m])・回転数(rpm))                  | 識別記号 |
| 6M60 | T1   | 7,545      | 177[240]・2,700(KK-、KL-、PA-、PDG-)                       | 686[70]・1,400(KK-、KL-、PA-、PDG-)                       | F        |
| 6M60 | T2   | 7,545      | 199[270]・2,700(KK-、KL-、PA-、PJ-、PDG-、LKG-、QKG-/QDG-) | 785[80]・1,400(KK-、KL-、PA-、PJ-、PDG-、LKG-、QKG-/QDG-) | F        |
| 6M60 | T3   | 7,545      | 162[220]・2,200(SKG-、TKG-)                                | 745[76]・1,400-2,000(SKG-、TKG-)                          | F        |
| 6M61 | -1   | 8,201      | 133[180]・2,900(KK-)                                       | 490[50]・1,700(KK-)                                       | H R(CNG) |
| 6M61 | -2   | 8,201      | 155[210]・2,900(KK-)                                       | 558[57]・1,700(KK-)                                       | H R(CNG) |
| 6M61 | -3   | 8,201      | 167[225]・2,900(KK-、KL-)                                  | 588[60]・1,700(KK-、KL-)                                  | H R(CNG) |
| 6M61 | CNG  | 8,201      | 140[190]・2,900(PA-)                                       | 608[62]・1,000(PA-)                                       | H R(CNG) |
| 6M70 | OA-1 | 12,882     | 184[250]・2,200(KL-)                                       | 882[90]・1,400(KL-)                                       | J        |
| 6M70 | T1   | 12,882     | 235[320]・2,000(KL-、PJ-、BDG-)                            | 1,275[130]・1,100(KL-、PJ-、BDG-)                         | J        |
| 6M70 | T2   | 12,882     | 257[350]・2,000(KL-、PJ-、BDG-、BKG-)                      | 1,620[150]・1,100(KL-、PJ-) 1,810[185]・1,100(BDG-、BKG-) | J        |
| 6M70 | T3   | 12,882     | 279[380]・2,000(KL-、PJ-、BDG-)                            | 1,716[175]・1,100(KL-、PJ-) 1,810[185]・1,100(BDG-)       | J        |
| 6M70 | T4   | 12,882     | 302[410]・2,000(KL-) 309[420]・2,000(PJ-、BDG-、BKG-)      | 1,770[180]・1,100(KL-) 1,810[185]・1,100(PJ-、BDG-、BKG-) | J        |
| 6M70 | T5   | 12,882     | 302[410]・2,200(KL-) 338[460]・2,200(PJ-、BKG-)            | 2,160[220]・1,200(KL-) 2,157[220]・1,200(PJ-、BKG-)       | J        |
| 6M70 | T6   | 12,882     | 184[250]・2,200(PJ-)                                       | 980[100]・1,200(PJ-)                                      | J        |
| 6M70 | T7   | 12,882     | 382[520]・2,200(PJ-、BDG-)                                 | 2,157[220]・1,100(PJ-、BDG-)                              | J        |
| 6M70 | T8   | 12,882     | 279[380]・2,000(BDG-)                                      | 2,157[220]・1,100(BDG-)                                   | J        |

## 型式別詳細解説

### 6M60

#### 搭載車種
6M60 - 
- ファイター
- エアロミディ (KK-MK25F/26F、PA-MK26F/27F)
- エアロミディ-S (PDG-AR820、PDG-AJ820)
- 日産ディーゼル（現:UDトラックス）・スペースランナーRM (PDG-RM820)（2007年〜）
- 日産ディーゼル（現:UDトラックス）・スペースランナーJP (PDG-JP820)（2007年〜）
- エアロスター (LKG-MP35F/37F,QKG-MP35F/37F/38F)（2010年〜、T2）
- UDトラックス（旧:日産ディーゼル）・スペースランナーA (LKG-AP35F/37F)（2010年〜、T2）

### 6M61

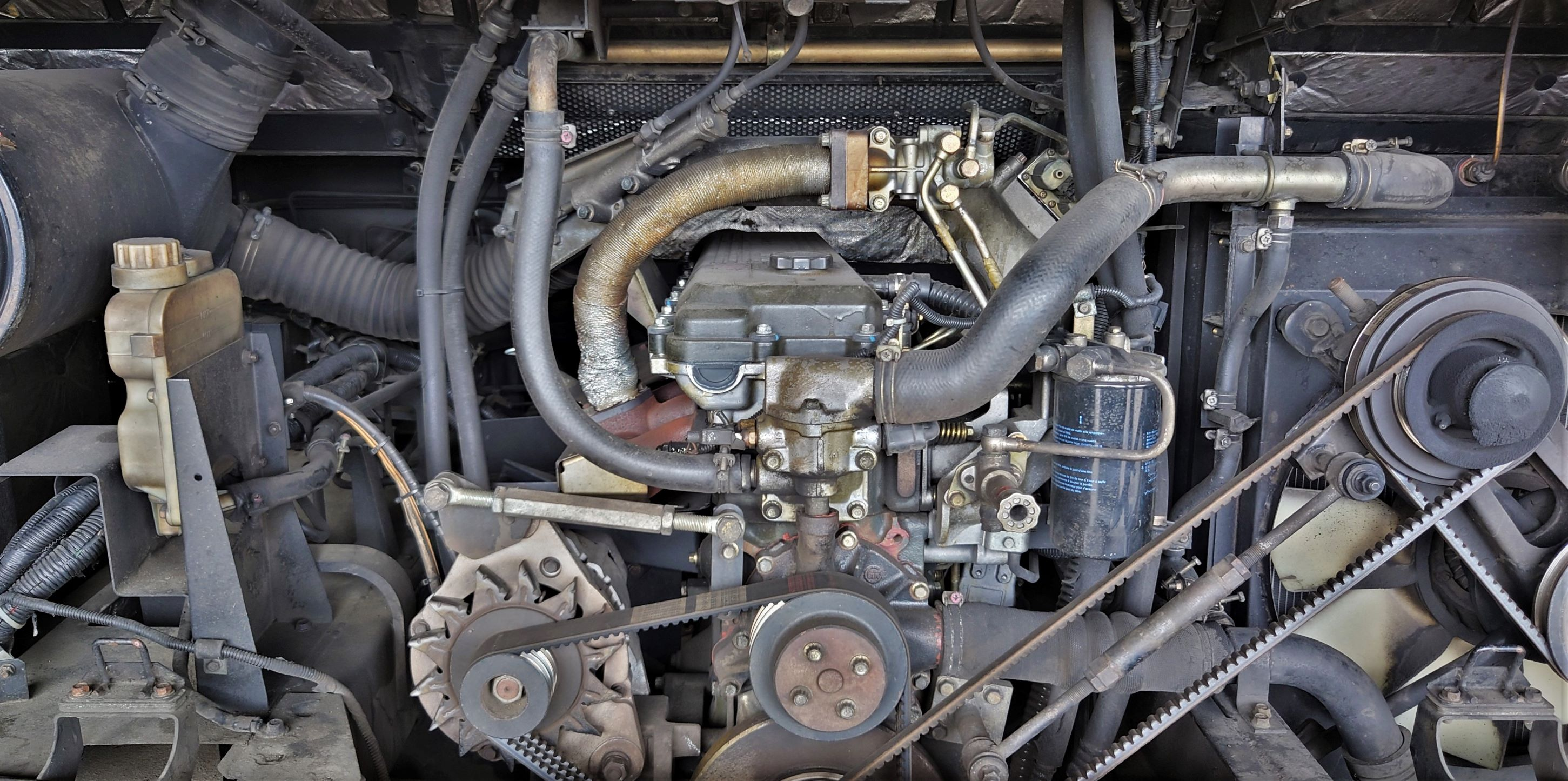
エアロミディMK(KK-MK25HJ)に搭載された6M61

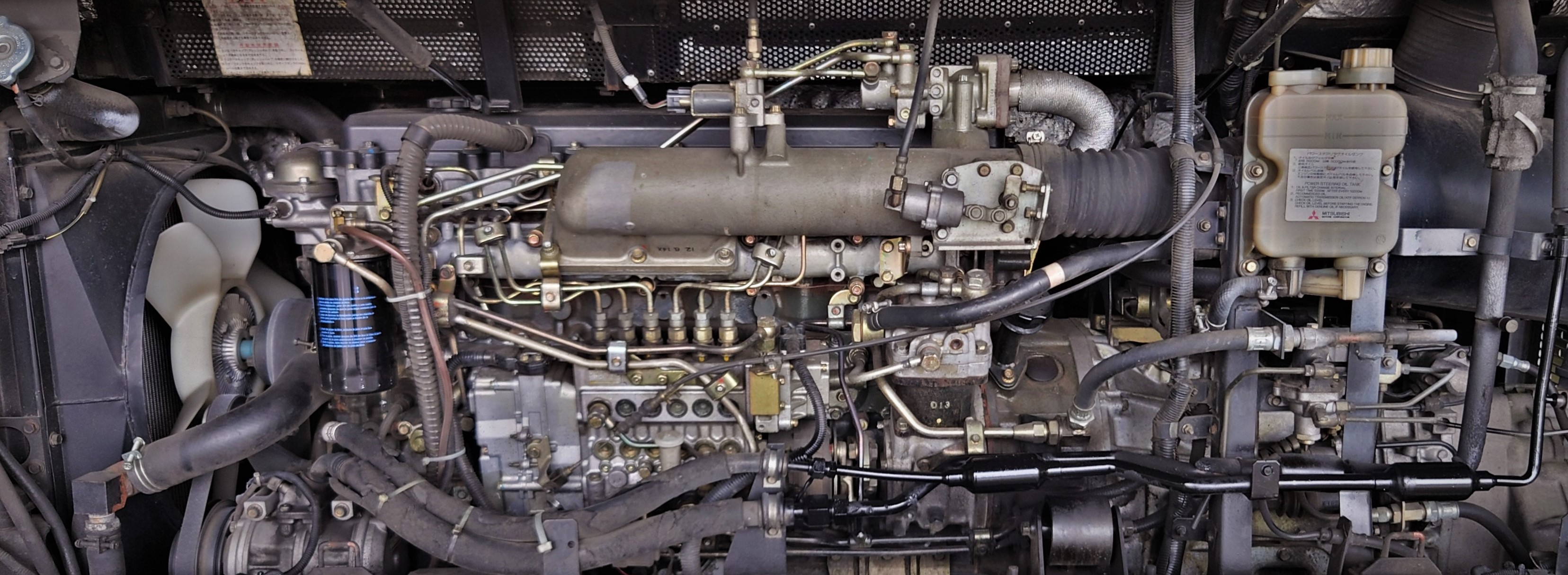
エアロミディMJ(KK-MJ26HF)に横置き搭載された6M61

#### 搭載車種
6M61 -
- ファイター (KK-/KL-FK61H/71H系)(PA-FK71R系)※CNG車
- エアロミディ (KK-MJ23H/26H/27H、KK-MK23H/25H/27H)
- エアロスターMM (KK-MM33H/35H)
- エアロスターHEV (KL-MP37JM改)

### 6M70

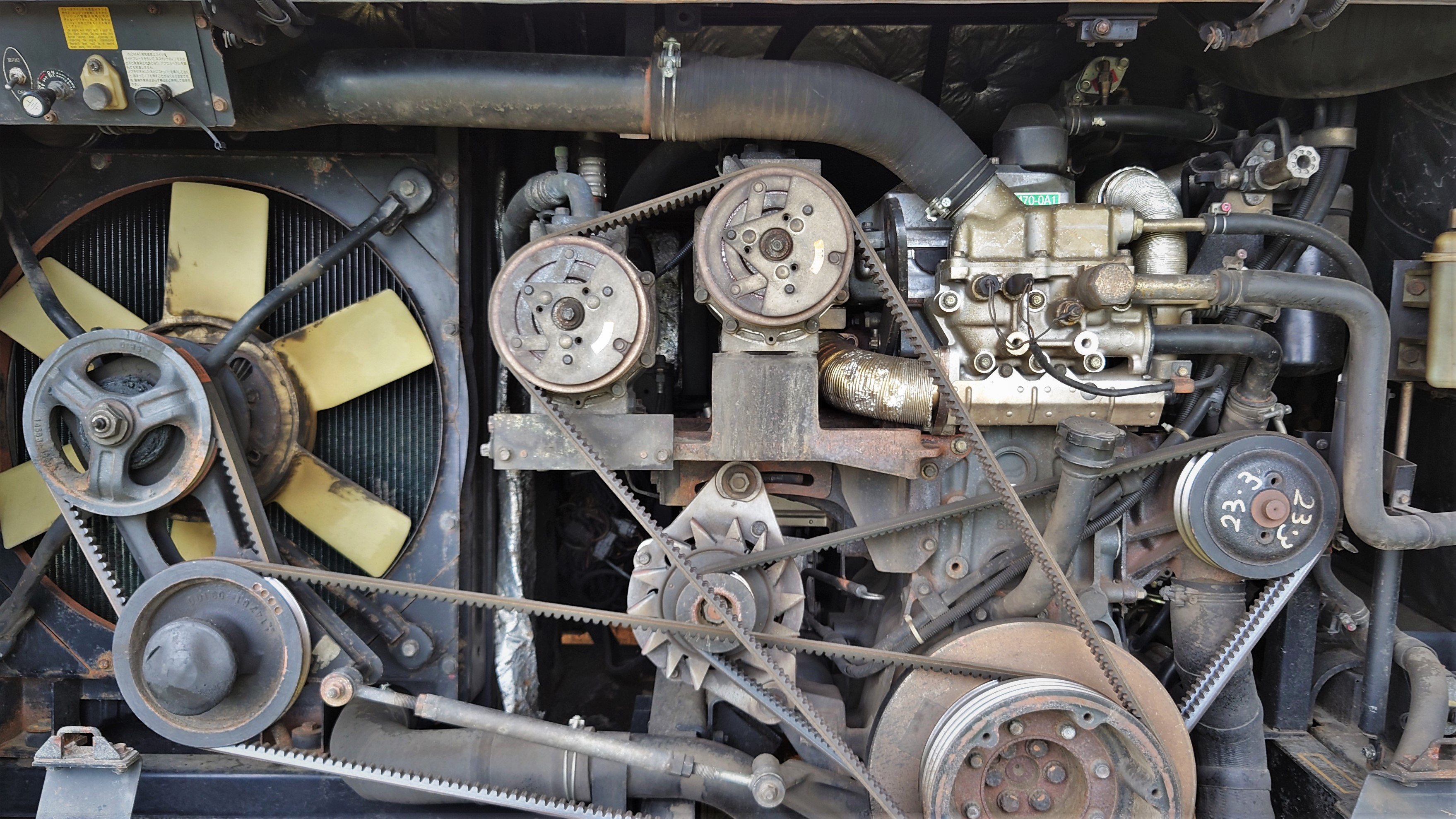
エアロスター(KL-MP37JM)に搭載された6M70(OA1)

2000年（平成12年）に、バスではエアロスターのうちHEV車及びCNG車除く全車に、トラックではスーパーグレートのうち、従前6D24/6D40エンジン搭載車のモデルチェンジ後の車種に搭載された。
その後、2005年（平成17年）のマイナーチェンジには、従前V型8気筒またはV型10気筒エンジンを搭載していたモデル（エアロバス全車及びスーパーグレートの一部車種）にも搭載され、大型車のエンジンは本型式に一本化されたが、2007年のバス事業に関するUDトラックス（旧:日産ディーゼル）との提携に伴い、エアロスター用のエンジンは日産ディーゼル（現:UDトラックス）から供給を受けたMD92となったが、2010年5月のマイナーチェンジから再び三菱ふそう製エンジンが搭載となった。ただし、マイナーチェンジ後は従来の6M70エンジンではなく、従前は中型車用だった6M60エンジンがアリソン社製6速トルコンATのみと組み合わされ搭載されている。

#### 搭載車種
6M70 - 
- スーパーグレート　（2000年～、T1～T4、T5 （410PS INOMAT専用 FPのみ）、2005年～、T5（460PS）、T7を追加設定して全車種を6M70系に統一、2008年～、T8をハイウェイカーゴ用として追加設定）
- エアロバス／エアロエース (PJ-MS86JP BKG-MS96JP)（2005年～、T2、T4）
- エアロキング (BKG-MU66JS)（2008年～、T4）
- エアロクィーン (PJ-MS86JP BKG-MS96JP)（2005年～、T4）
- エアロスター (KL/PJ-MP33J/35J/37J)（2000年～2007年、NA、T1、T6）
- 日産ディーゼル（現:UDトラックス）・スペースアローA (BKG-AS96JP)（2007年～、T4）
- 日産ディーゼル（現:UDトラックス）・スペースウイングA (BKG-AS96JP)（2007年～、T2、T4）